# 18449 Rikwouters
18449 Rikwouters este un asteroid din centura principală de asteroizi.

## Descriere
18449 Rikwouters este un asteroid din centura principală de asteroizi. A fost descoperit pe 12 august 1994 la Observatorul La Silla de Eric Walter Elst. Asteroidul prezintă o orbită caracterizată de o semiaxă mare de 3,11 ua, o excentricitate de 0,18 și o înclinație de 1,9° în raport cu ecliptica.